# Margaret Beckett
Dame Margaret Mary Beckett, născută Jackson, (n. 15 ianuarie 1943, Ashton-under-Lyne, Anglia, Regatul Unit) este o politiciană britanică, membră a partidului Laburist.
Începând cu 1983 este membră a Parlamentului (MP) pentru circumscripția Derby South. A fost liderul partidului Laburist timp de câteva luni în anul 1984 după decesul subit lui John Smith, fiind prima femeie care a deținut acest post. După alegerile generale din 1997 a fost membră al guvernului lui Tony Blair. În anul 2006 a devenit prima femeie ministru de externe (Foreign Secretary), fiind cea de-a două femeie care a ocupat una dintre cele mari demnități de stat (Great Offices of State) după Margaret Thatcher.

## Legături externe
- en  Rt Hon Margaret Beckett MP